# Kill Bill – A XXX Parody
Kill Bill – A XXX Parody ist eine US-amerikanische Porno-Parodie auf den Film Kill Bill – Volume 1.

## Handlung
Venus, eine ehemalige Killerin, erwacht aus einem einjährigen Koma vom lauten Stöhnen der Belladonna, einer anderen Killerin, die sich mit einem Wachmann vergnügt. Ihr Chef und Ex-Liebhaber Bill aka der Florist versuchte, sie mit seinem Team von Elite-Killerinnen, das heißt Flowers Belladonna, Tiger Lily und Black Orchid, zu töten. Mit einer ungeheuren Sehnsucht nach Rache wird sie nicht ruhen, bis sie jede einzelne Blume und Bill getötet hat. 
- Szene 1: Misty Stone, Keiran Lee
- Szene 2: Ash Hollywood, Tommy Gunn
- Szene 3: Dani Daniels, Derrick Pierce
- Szene 4: Eva Lovia, Mick Blue
- Szene 5: Bridgette B, Richie
- Szene 6: Dani Daniels, Xander Corvus

## Nominierungen
- 2016 AVN Awards-Nominierungen für:
- Best Art Direction
- Best Director Parody, Jakodema
- Best Special Effects
- Best Parody
- Best Soundtrack